# Daniel Flores
Daniel Flores è un distretto della Costa Rica facente parte del cantone di Pérez Zeledón, nella provincia di San José.
Daniel Flores comprende 6 rioni (barrios):
- Concepción
- Daniel Flores
- La Trocha
- Oratorio
- Palmares
- Repunta